# Championnat des Amériques féminin de basket-ball des moins de 16 ans 2015
Navigation
Mexique 2013 Argentine 2017
Le championnat des Amériques féminin de basket-ball des moins de 16 ans 2015 se déroule à Puebla au Mexique du 24 au 28 juin 2015. Il s'agit de la quatrième édition de la compétition, instaurée en 2009.

## Équipes participantes

### Qualifications
8 équipes, issues des différentes zones de qualification du Championnat des Amériques U16, sont qualifiées pour cette compétition.
| Mode de qualification                                                                  | Places | Nations qualifiées         |
| -------------------------------------------------------------------------------------- | ------ | -------------------------- |
| Hôte du championnat des Amériques U16 2015                                             | 1      | Mexique                    |
| Qualifications Championnat des Amériques U16 2015 (Zone Amérique du Nord)              | 2      | Canada États-Unis          |
| Qualifications Championnat des Amériques U16 2015 (Zone Amérique centrale et Caraïbes) | 2      | Cuba Honduras              |
| Qualifications Championnat des Amériques U16 2015 (Zone Amérique du Sud)               | 3      | Argentine Brésil Venezuela |

## Rencontres

### Premier tour
Légende des classements
- Qualifié pour les demi-finales
- Qualifié pour les matches de classement

#### Groupe A
| Rang | Équipe     | Pts | J | G | P | Pp  | Pc  | Diff |  | Résultats (dom.\ext.) |   |       |       |       |
| ---- | ---------- | --- | - | - | - | --- | --- | ---- |  | --------------------- | - | ----- | ----- | ----- |
| 1    | États-Unis | 6   | 3 | 3 | 0 | 251 | 133 | 118  |  | États-Unis            |   | 85-44 | 80-48 | 86-41 |
| 2    | Mexique    | 5   | 3 | 2 | 1 | 186 | 187 | -1   |  | Mexique               | - |       | 68-57 | 74-45 |
| 3    | Argentine  | 4   | 3 | 1 | 2 | 167 | 200 | -33  |  | Argentine             | - | -     |       | 62-52 |
| 4    | Honduras   | 3   | 3 | 0 | 3 | 138 | 222 | -84  |  | Honduras              | - | -     | -     |       |

#### Groupe B
| Rang | Équipe    | Pts | J | G | P | Pp  | Pc  | Diff |  | Résultats (dom.\ext.) |   |       |       |       |
| ---- | --------- | --- | - | - | - | --- | --- | ---- |  | --------------------- | - | ----- | ----- | ----- |
| 1    | Canada    | 6   | 3 | 3 | 0 | 225 | 138 | 87   |  | Canada                |   | 64-50 | 85-43 | 76-45 |
| 2    | Brésil    | 5   | 3 | 2 | 1 | 216 | 154 | 62   |  | Brésil                | - |       | 82-50 | 84-40 |
| 3    | Cuba      | 4   | 3 | 1 | 2 | 166 | 238 | -72  |  | Cuba                  | - | -     |       | 73-71 |
| 4    | Venezuela | 3   | 3 | 0 | 3 | 156 | 233 | -77  |  | Venezuela             | - | -     | -     |       |

### Tableau final
|  | Demi-finales | Demi-finales | Demi-finales | Demi-finales |                               |         | Finale       | Finale       | Finale       | Finale       |
|  |              |              |              |              |                               |         |              |              |              |              |
|  | 27 juin 2015 | 27 juin 2015 | 27 juin 2015 | 27 juin 2015 |                               |         | 28 juin 2015 | 28 juin 2015 | 28 juin 2015 | 28 juin 2015 |
|  | A1           | États-Unis   | 63           | 63           |                               |         | 28 juin 2015 | 28 juin 2015 | 28 juin 2015 | 28 juin 2015 |
|  | A1           | États-Unis   | 63           | 63           |                               |         | 28 juin 2015 | 28 juin 2015 | 28 juin 2015 | 28 juin 2015 |
|  | B2           | Brésil       | 72           | 72           |                               |         | 28 juin 2015 | 28 juin 2015 | 28 juin 2015 | 28 juin 2015 |
|  | B2           | Brésil       | 72           | 72           | Brésil                        | Brésil  | 71           | 71           |              |              |
|  | 27 juin 2015 |              |              |              | Brésil                        | Brésil  | 71           | 71           |              |              |
|  |              |              | Canada       | Canada       | 72 (OT)                       | 72 (OT) |              |              |              |              |
|  | B1           | Canada       | Canada       | Canada       | 72 (OT)                       | 72 (OT) | 70           | 70           |              |              |
|  | B1           | Canada       |              |              |                               |         |              | 70           |              |              |
|  | A2           | Mexique      | 42           | 42           |                               |         |              |              |              |              |
|  | A2           | Mexique      | 42           | 42           | Match pour la troisième place |         |              |              |              |              |
|  |              |              |              |              |                               |         |              |              |              |              |
|  | 28 juin 2015 |              |              |              |                               |         |              |              |              |              |
|  | États-Unis   | États-Unis   | 81           | 81           |                               |         |              |              |              |              |
|  | États-Unis   | États-Unis   | 81           | 81           |                               |         |              |              |              |              |
|  | Mexique      | Mexique      | 24           | 24           |                               |         |              |              |              |              |
|  | Mexique      | Mexique      | 24           | 24           |                               |         |              |              |              |              |

### Matches de classement

#### Matches pour la5eplace
|  | Tour de classement 5e - 8e | Tour de classement 5e - 8e | Tour de classement 5e - 8e | Tour de classement 5e - 8e |                        |           | Match pour la 5e place | Match pour la 5e place | Match pour la 5e place | Match pour la 5e place |
|  |                            |                            |                            |                            |                        |           |                        |                        |                        |                        |
|  | 27 juin 2015               | 27 juin 2015               | 27 juin 2015               | 27 juin 2015               |                        |           | 28 juin 2015           | 28 juin 2015           | 28 juin 2015           | 28 juin 2015           |
|  | Argentine                  | Argentine                  | 64                         | 64                         |                        |           | 28 juin 2015           | 28 juin 2015           | 28 juin 2015           | 28 juin 2015           |
|  | Argentine                  | Argentine                  | 64                         | 64                         |                        |           | 28 juin 2015           | 28 juin 2015           | 28 juin 2015           | 28 juin 2015           |
|  | Venezuela                  | Venezuela                  | 51                         | 51                         |                        |           | 28 juin 2015           | 28 juin 2015           | 28 juin 2015           | 28 juin 2015           |
|  | Venezuela                  | Venezuela                  | 51                         | 51                         | Argentine              | Argentine | 54                     | 54                     |                        |                        |
|  | 27 juin 2015               |                            |                            |                            | Argentine              | Argentine | 54                     | 54                     |                        |                        |
|  |                            |                            | Cuba                       | Cuba                       | 68                     | 68        |                        |                        |                        |                        |
|  | Cuba                       | Cuba                       | Cuba                       | Cuba                       | 68                     | 68        | 59                     | 59                     |                        |                        |
|  | Cuba                       | Cuba                       |                            |                            |                        |           |                        | 59                     |                        |                        |
|  | Honduras                   | Honduras                   | 53                         | 53                         |                        |           |                        |                        |                        |                        |
|  | Honduras                   | Honduras                   | 53                         | 53                         | Match pour la 7e place |           |                        |                        |                        |                        |
|  |                            |                            |                            |                            |                        |           |                        |                        |                        |                        |
|  | 28 juin 2015               |                            |                            |                            |                        |           |                        |                        |                        |                        |
|  | Venezuela                  | Venezuela                  | 66                         | 66                         |                        |           |                        |                        |                        |                        |
|  | Venezuela                  | Venezuela                  | 66                         | 66                         |                        |           |                        |                        |                        |                        |
|  | Honduras                   | Honduras                   | 64                         | 64                         |                        |           |                        |                        |                        |                        |
|  | Honduras                   | Honduras                   | 64                         | 64                         |                        |           |                        |                        |                        |                        |

## Classement final
| Place                        | Équipe     | Vict.-Déf. |
| ---------------------------- | ---------- | ---------- |
| Médaille d'or, Amérique      | Canada     | 5 - 0      |
| Médaille d'argent, Amérique  | Brésil     | 3 - 2      |
| Médaille de bronze, Amérique | États-Unis | 4 - 1      |
| 4                            | Mexique    | 2 - 3      |
| 5                            | Cuba       | 3 - 2      |
| 6                            | Argentine  | 2 - 3      |
| 7                            | Venezuela  | 1 - 4      |
| 8                            | Honduras   | 0 - 5      |

- Qualification pour la Coupe du Monde U17 2016

## Leaders statistiques

### Points
| Place | Nom                     | Équipe     | PPM  |
| ----- | ----------------------- | ---------- | ---- |
| 1     | Nelly Leva              | Honduras   | 22,2 |
| 2     | Izabela Nicoletti Leite | Brésil     | 21,4 |
| 3     | Elianis Armentero       | Cuba       | 18,4 |
| 4     | Danna Grenald           | Honduras   | 15,2 |
| 5     | Alexis Morris           | États-Unis | 13,6 |

### Rebonds
| Place | Nom              | Équipe    | RPM  |
| ----- | ---------------- | --------- | ---- |
| 1     | Danna Grenald    | Honduras  | 19,2 |
| 2     | Rachel Contreras | Cuba      | 11,8 |
| 3     | Obalunanma Ugwu  | Brésil    | 11,6 |
| 4     | Geovana Lopes    | Brésil    | 10,2 |
| 5     | Tamara Pinto     | Argentine | 9,4  |

### Passes décisives
| Place | Nom                     | Équipe     | PDPM |
| ----- | ----------------------- | ---------- | ---- |
| 1     | Daymaris Millet         | Cuba       | 6,8  |
| 2     | Yorgelis Álvarez        | Venezuela  | 5,0  |
| 3     | Sharon Rangel           | Mexique    | 4,4  |
| 4     | Clarissa Carneiro       | Brésil     | 3,6  |
| 5     | Desiree Caldwell        | États-Unis | 3,6  |
| 5     | Izabela Nicoletti Leite | Brésil     | 3,6  |
| 5     | Valeria Navarrete       | Mexique    | 3,6  |

### Contres
| Place | Nom                  | Équipe    | CPM |
| ----- | -------------------- | --------- | --- |
| 1     | Diana Cano           | Mexique   | 3,4 |
| 2     | Danna Grenald        | Honduras  | 2,0 |
| 3     | Hailey Brown         | Canada    | 1,6 |
| 4     | Valentina Silva      | Argentine | 1,5 |
| 5     | Emanuely De Oliveira | Brésil    | 1,4 |

### Interceptions
| Place | Nom                     | Équipe    | IPM |
| ----- | ----------------------- | --------- | --- |
| 1     | Yorgelis Álvarez        | Venezuela | 3,8 |
| 1     | Gisel Arcolea           | Cuba      | 3,8 |
| 3     | Izabela Nicoletti Leite | Brésil    | 3,4 |
| 4     | Nelly Leva              | Honduras  | 2,4 |
| 4     | Valeria Navarrete       | Mexique   | 2,4 |

## Récompenses
MVP de la compétition (meilleure joueuse) Alissa Jerome